# Gent-Brugse stijl in de boekverluchting

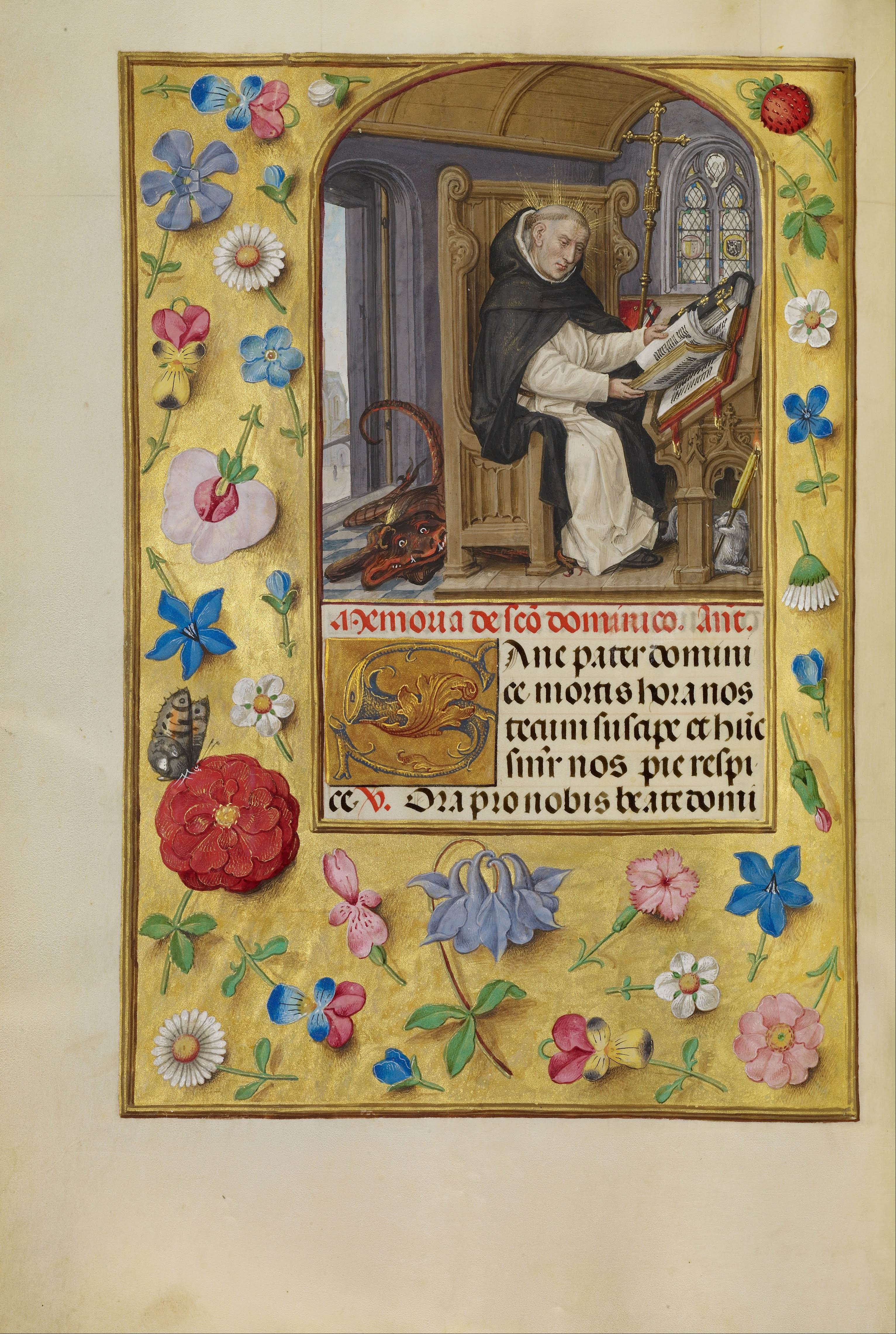
Meester van Jacobus IV van Schotland, ca. 1510, J. Paul Getty Museum.

De Gent-Brugse stijl in de boekverluchting is een schilderstijl die door de miniaturisten en boekverluchters gebruikt werd vanaf ca. 1470. De stijl kreeg zijn naam onder invloed van de studies van Destrée en Durrieu die het hadden over de Gents-Brugse school.
Tegenwoordig stellen sommige kunsthistorici dat de naam niet representatief is omdat de stijl zeer snel navolging kreeg buiten Gent en Brugge. Men spreekt dan ook over de Vlaamse Renaissance in de miniatuurkunst, hoewel met de term renaissance dan veeleer het tijdsbestek dan de kunstvorm gekarakteriseerd wordt, want de productie van de miniaturisten nam zeker niet de antieke kunst als voorbeeld en men kan dus moeilijk over een 'wedergeboorte' spreken.

## Ontstaan
In de laatste drie decennia van de 15e eeuw vond in Vlaanderen een grondige evolutie in de stijl van de boekverluchting plaats. Die stijlwijziging werd misschien op gang getrokken onder invloed van de Vlaamse Primitieven, maar eigenlijk was de evolutie naar meer realisme in Vlaanderen al veel langer aan de gang. Terwijl men in Parijs, het andere grote centrum in de boekproductie, bleef vasthouden aan de hoofse gotische stijl was, zelfs al bij de pre-Eyckiaanse Vlaamse miniaturisten zoals Jacob Coene alias de Boucicaut-meester de evolutie naar meer realiteit in hun werken al een poos aan de gang. Het eerste min of meer realistische landschap werd al geschilderd door de Meester van Le Remède de Fortune, de noodnaam voor een Vlaams miniaturist, zo genoemd naar het handschrift dat hij ca. 1355 - 1360 in Parijs verluchtte.

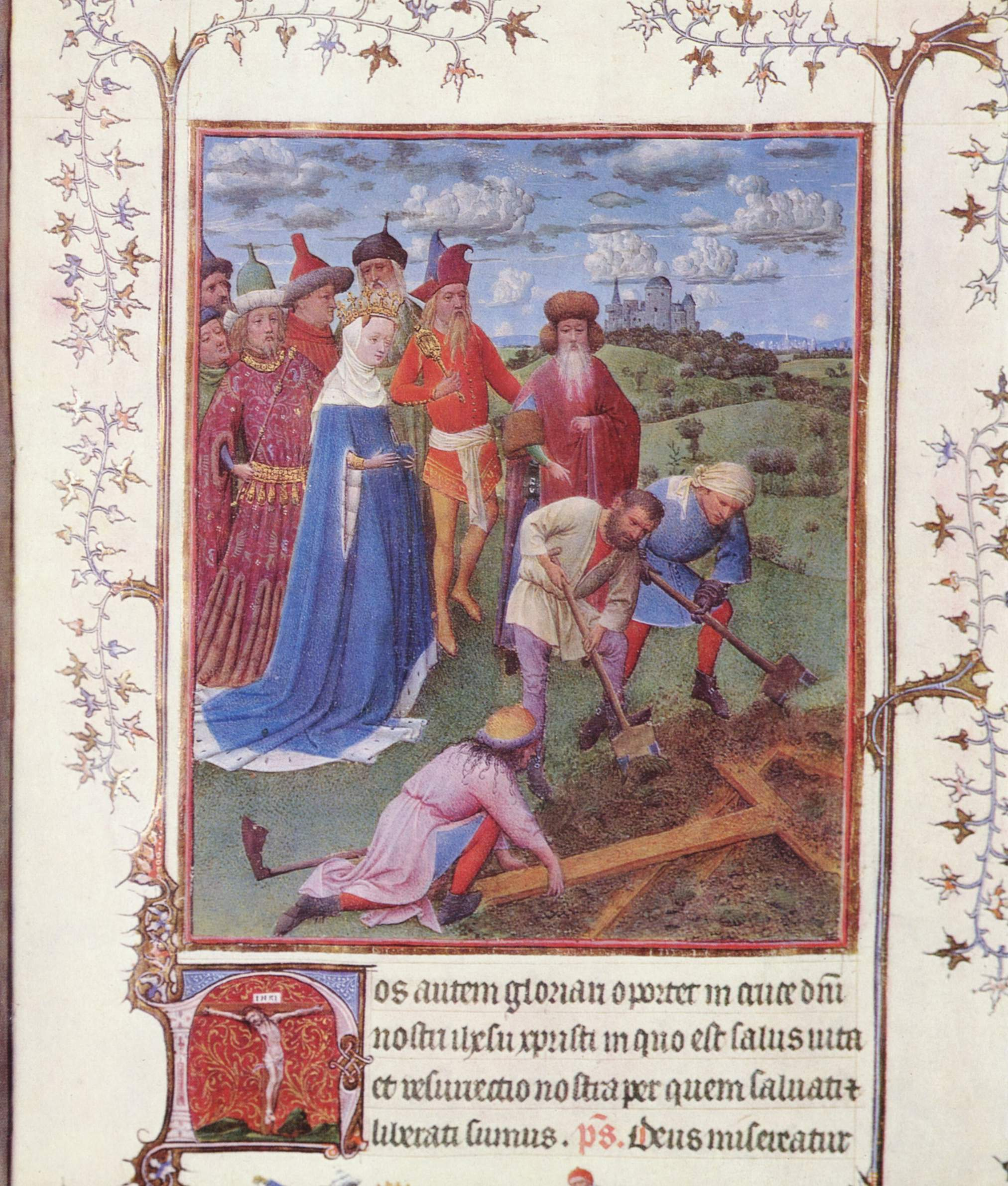
Turijn-Milaan getijdenboek, Kruisvinding, ca. 1422-1424, Toegeschreven aan Jan Van Eyck (?)

De nieuwe stijl had betrekking op zowel de randversiering als op de uitvoering van de miniaturen zelf. De verluchters begonnen de behandeling van licht, textuur en ruimte van de Vlaamse Primitieven te kopiëren in hun miniaturen en daarna werd ook de oude randversiering volledig herdacht. De eerste wijzigingen kunnen gedateerd worden rond 1470 en omstreeks 1485 was de nieuwe manier van werken in Vlaanderen al goed ingeburgerd. De stijlwijzigingen werden waarschijnlijk op gang gebracht door paneelschilders die zelf ook verluchting van manuscripten verzorgden of er nauw bij betrokken waren, maar ook de generatie van miniaturisten die werkt in de laatste decennia van de 15e eeuw met onder meer Simon Marmion (afkomstig van Amiens, werkte in Valencijn), de Weense meester van Maria van Bourgondië, Lieven van Lathem, Alexander Bening, de Meester van de Houghton Miniaturen, de Meester van het gebedenboek van Dresden, Gerard Horenbout, Gerard David, de Meester van Jacobus IV van Schotland, de Meester van de gebedenboeken omstreeks 1500, de Meester van de David scènes en Simon Bening hebben zeer snel de nieuwe stijl geassimileerd en verder uitgebouwd.

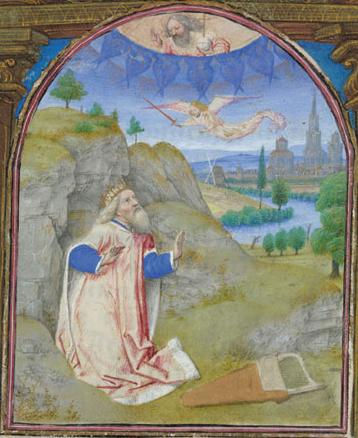
Simon Marmion, David in gebed, Getijdenboek van Władysław IV Vasa.

Simon Marmion (1425-1489), door de poëet Jean Lemaire de Belges (1473- na 1515) de Prins der Verluchters genoemd, was een artiest die zowel met olieverf op paneel werkte als met tempera op perkament. Zijn oeuvre toont dat hij het werk van de Vlaamse Primitieven perfect kende en de techniek beheerste. Dit kan men zien in zijn meesterlijke voorstelling van licht en ruimte in het landschap en de afbeelding van de emoties van zijn personages via het gebruik van een gans gamma van tinten bij het modelleren van de gezichten. Ook bij het schilderen van de textuur van stoffen en de details van kleding blijkt zijn kennis van het werk van zijn illustere voorgangers, de Gebroeders van Eyck en Hugo van der Goes.

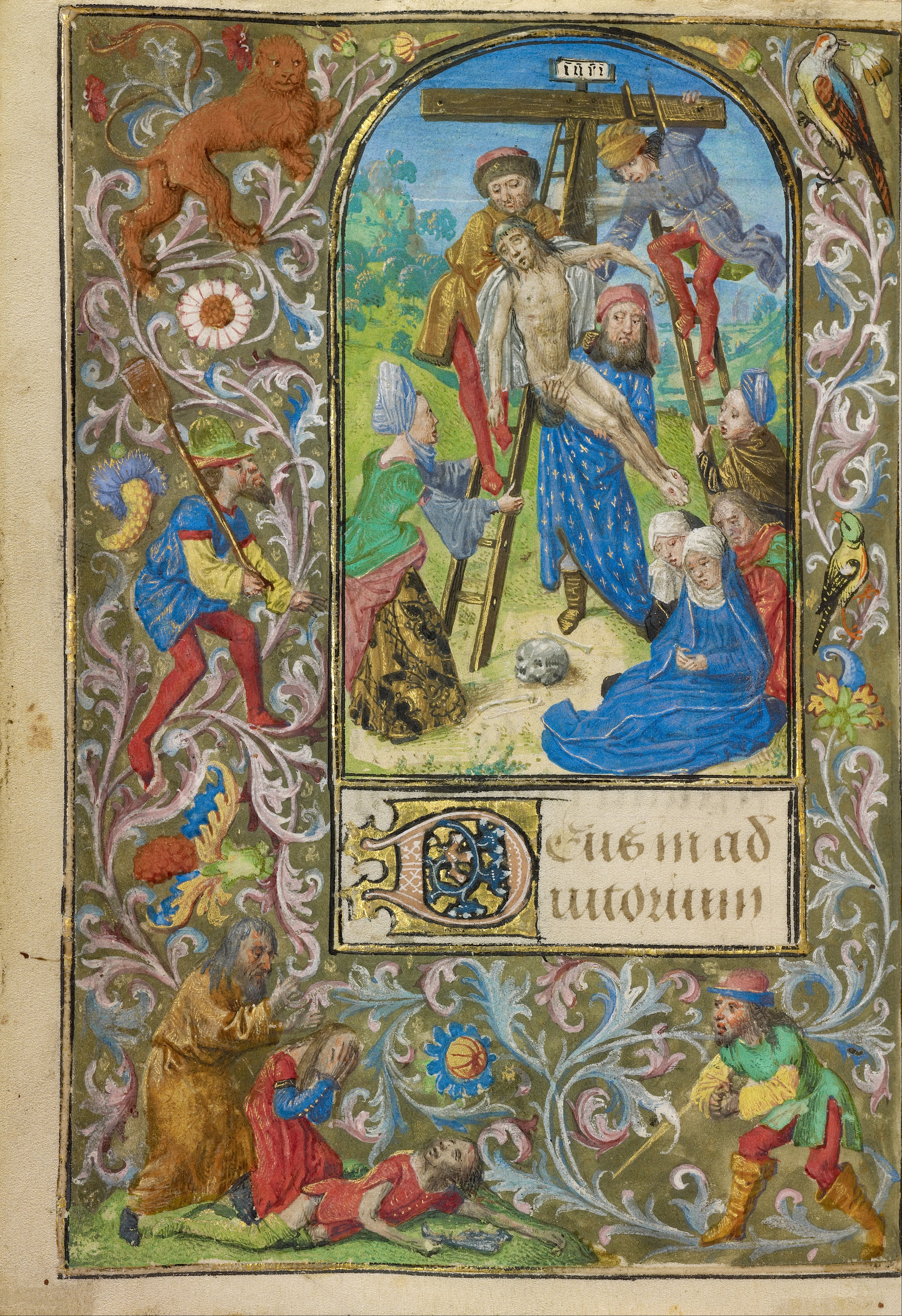
Weense meester van Maria van Bourgondië, Kruisafname, Getijdenboek van Karel de Stoute ca. 1471, J. Paul getty Museum

De Weense meester van Maria van Bourgondië actief tussen 1470 en 1480 is eveneens een van de kunstenaars die aan de basis lag van de nieuwe stijl. Hij is bekend voor zijn miniaturen van het passieverhaal waarin hij diepe emoties weet af te beelden en een bijzondere atmosfeer in de achtergrond opbouwt. Hij wordt gezien als de man die het atmosferisch perspectief in de Noord-Europese kunst introduceerde. Het werk van zijn hand kan probleemloos wedijveren met de contemporaine werken van paneelschilders op het gebied van beeldopbouw en schetsen van de atmosfeer van het werk.

## Verspreiding
In navolging van Marmion en van de Weense meester van Maria van Bourgondië gingen ook andere verluchters de stijl van de paneelschilders en in het bijzonder die van Hugo van der Goes overnemen en dat trouwens niet alleen in Vlaanderen. Zo werd de nieuwe stijl zeer snel overgenomen door Nikolaas Glockendon in Duitsland, maar ook door Jean Bourdichon en Jean Poyet in Frankrijk. In Portugal is het een zekere António de Hollanda die al zeer snel de nieuwe stijl gebruikt en in het huidige Spanje werd de nieuwe manier van boekverluchting geïntroduceerd door Bernardino de Canderroa in Toledo en door de anonieme meester gekend als de verluchter van de Zúñiga-getijden in Castilië.
Tussen 1475 en 1483 werden op basis van de werken van Marmion, van de Weense meester van Maria van Bourgondië, Lieven van Lathem en de Meester van de Houghton miniaturen een ganse reeks modellen uitgewerkt. Dankzij deze voorbeelden was tegen het midden van de jaren 1480 de nieuwe stijl algemeen verspreid in Vlaanderen en werd hij gebruikt bij het verluchten van alle types van manuscripten, zowel religieuze als seculiere. Typisch voor deze periode is ook het samenwerken van verschillende van de belangrijke meesters en hun ateliers bij de realisatie van de grote werken die in deze tijd tot stand komen zoals onder meer het Breviarium van Isabella van Castilië,  het Breviarium Grimani en het Breviarium Mayer van den Bergh.

## Beschrijving

### Randdecoratie
De zogenoemde Gent-Brugse strooiranden zijn waarschijnlijk het meest in het oog springende element van deze nieuwe schilderstijl.
Voorheen had men de randversiering geschilderd op het blanco perkament en de marges rond de miniatuur of het tekstblok werden vol geschilderd met acanthusranken en bladeren of met klimopblaadjes of wijnranken, soms met bloemen of bloemknoppen erin. In de nieuwe techniek werd de boord eerst diep ingekleurd dikwijls in het geel of het goud. Op die gekleurde rand werden zeer gedetailleerd realistische bloemen, insecten, vogels, slakken, juwelen, parels, schelpen, vazen en dergelijke meer afgebeeld. De schaduw van de objecten werd ook geschilderd om de illusie van reliëf te creëren. De boorden worden minder volgestouwd met blaadjes en takken, men verlaat het principe van de horror vacui dat in de vroegere randversiering de norm was, de nieuwe randen zijn ruimtelijk gezien veel opener en rustiger.

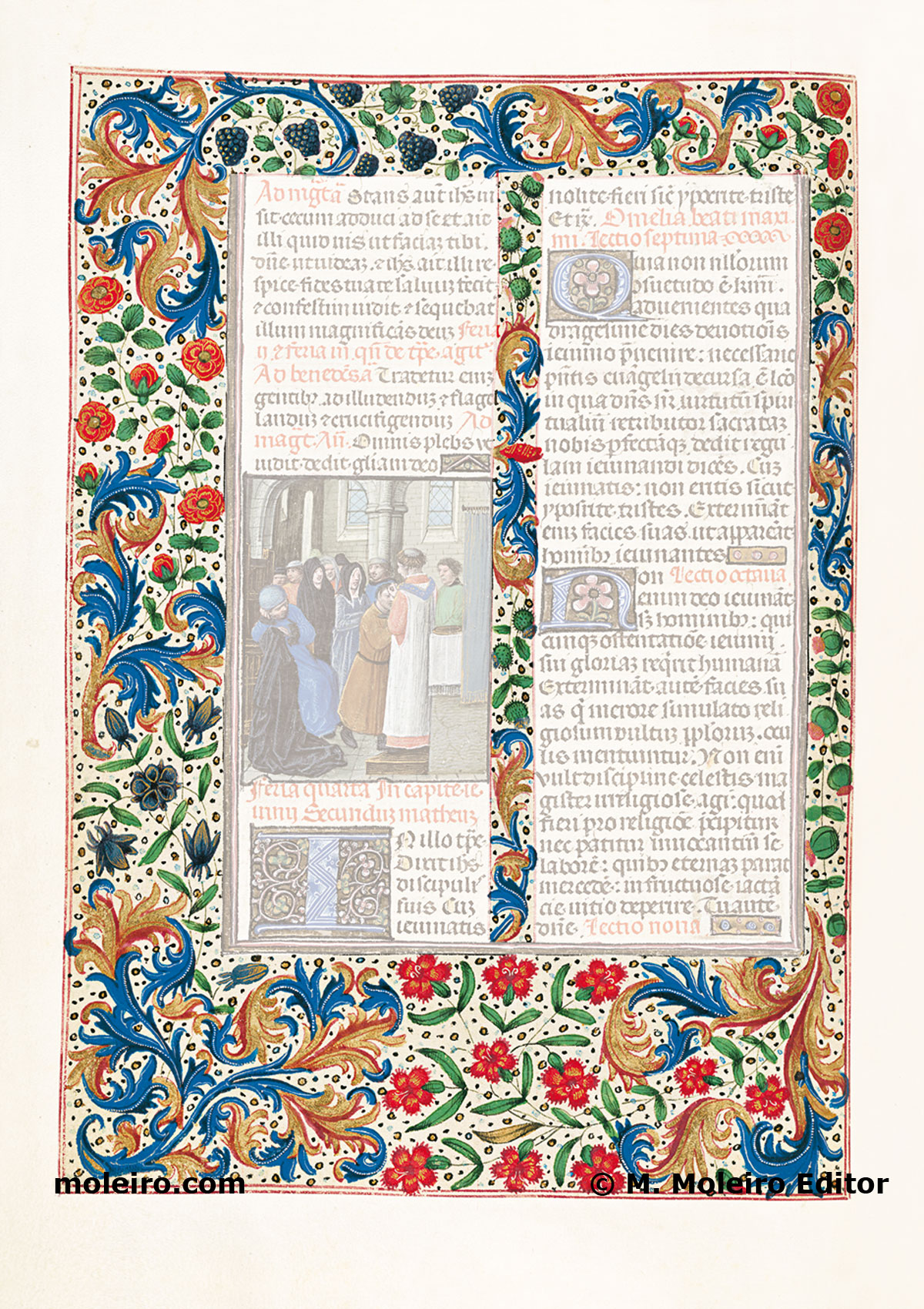
Randversiering oude stijl
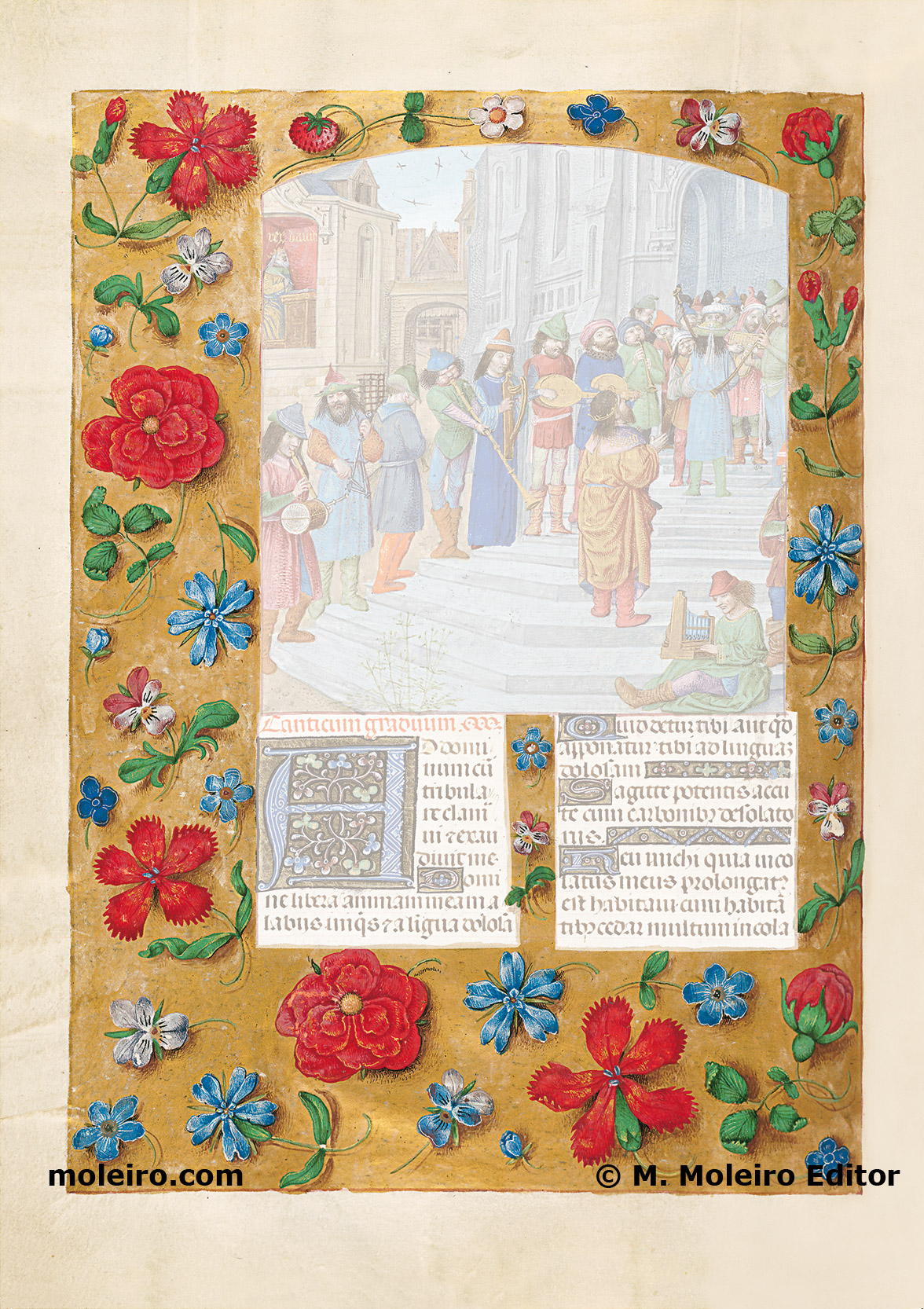
Randversiering Gent-Brugse stijl
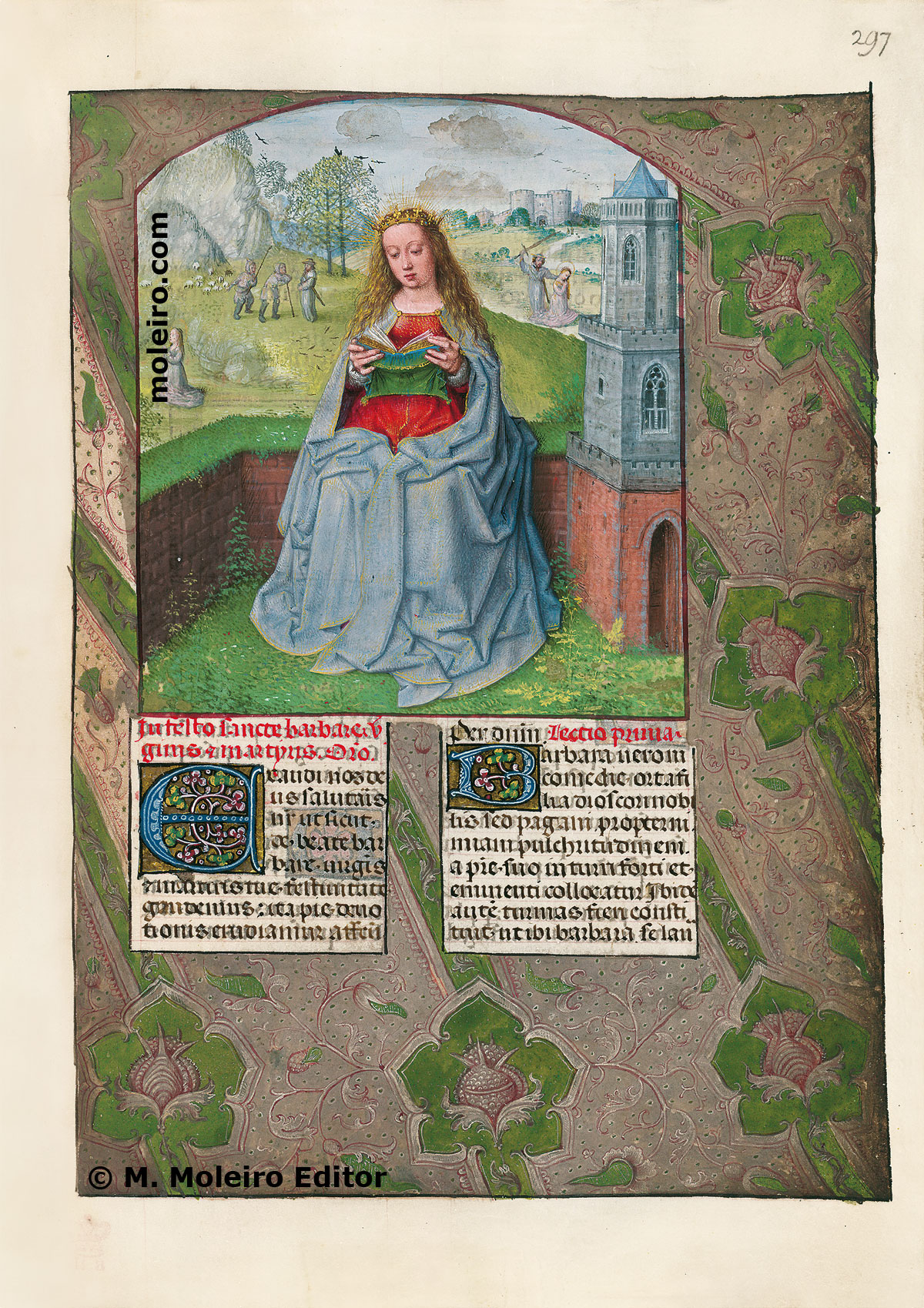
Randversiering met stof-patronen
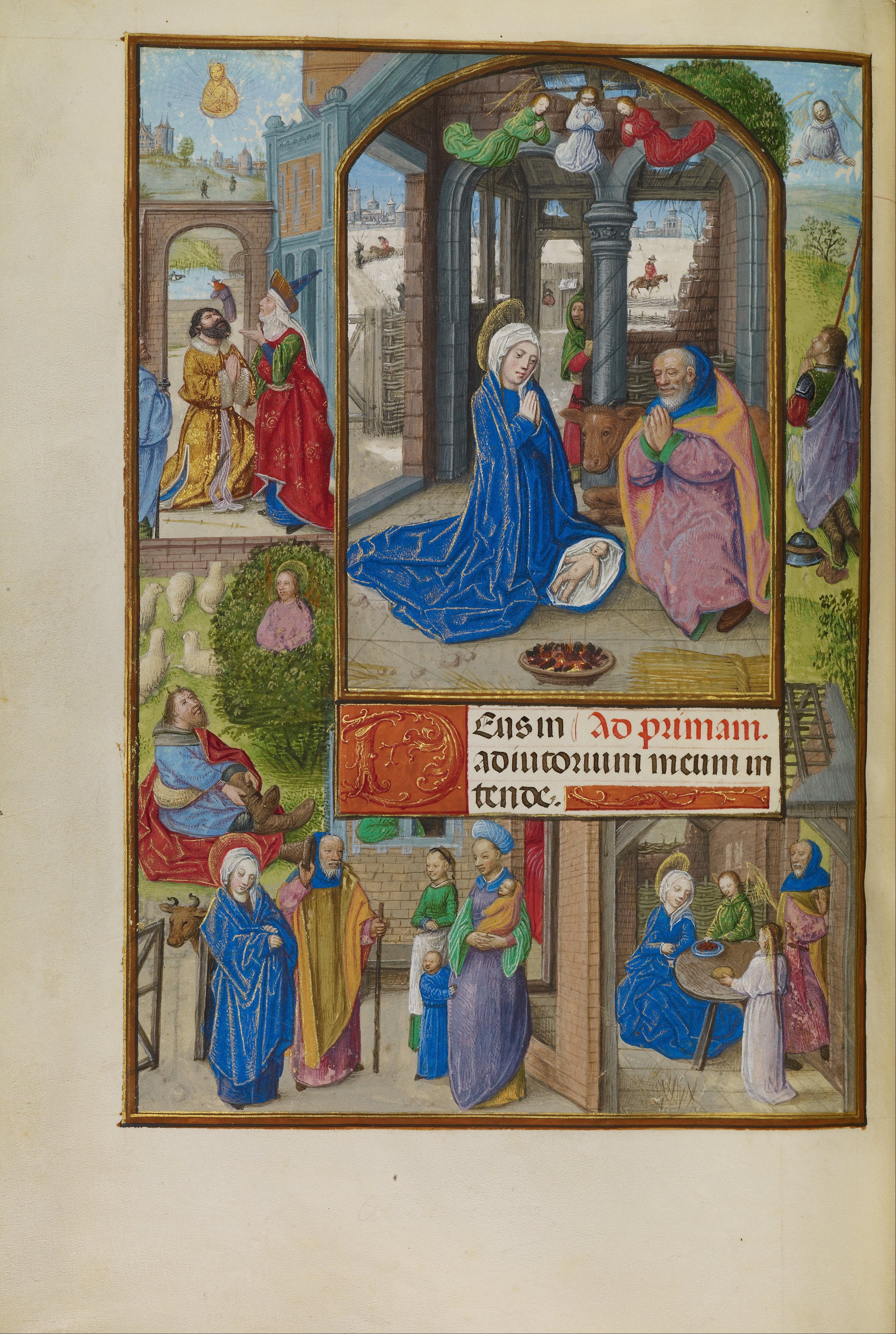
Randversiering met narratieve scènes

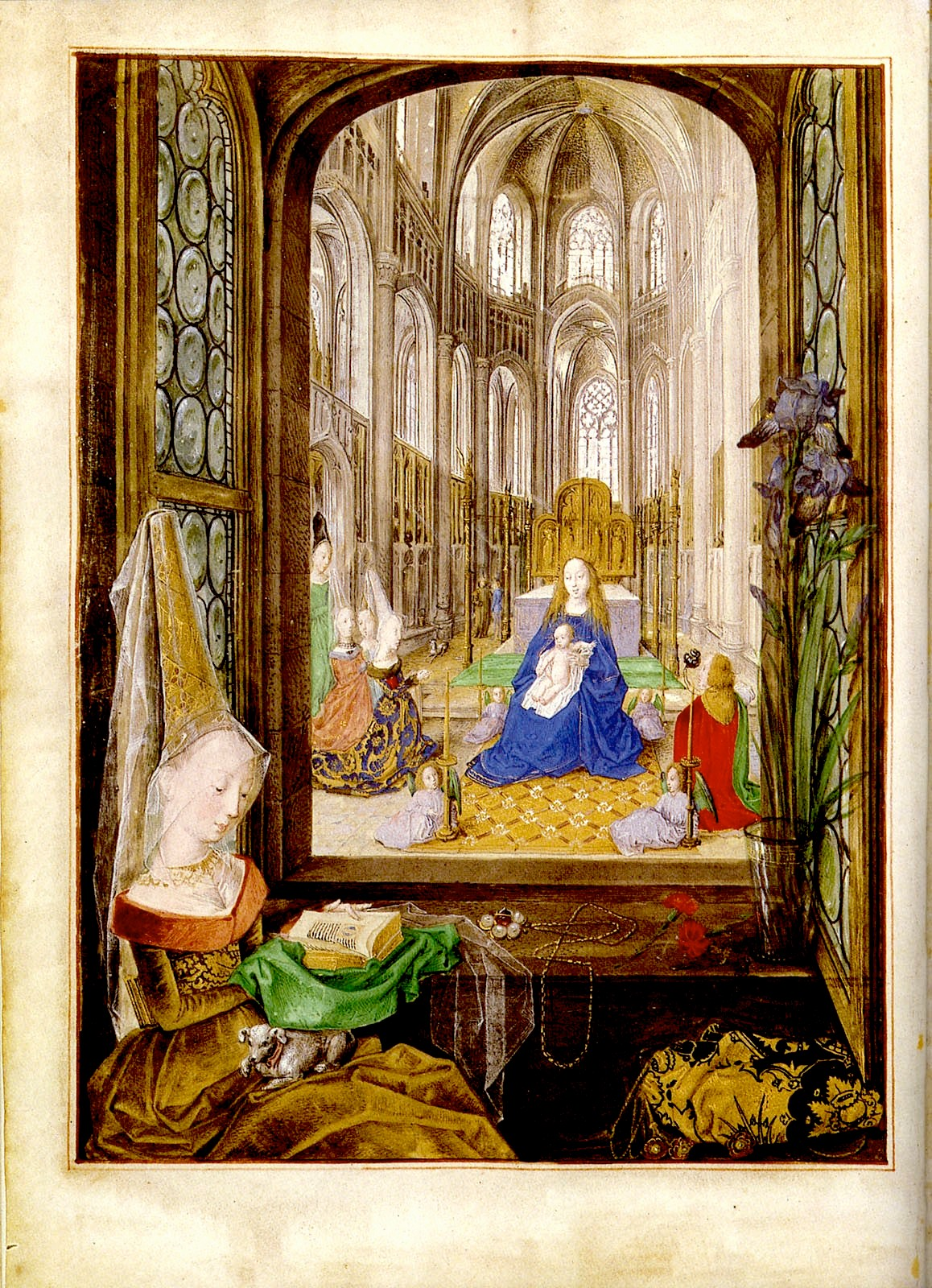
Getijdenboek van Maria van Bourgondië fol. 14v

De ontwikkeling van deze nieuwe vorm van randversiering werd vroeger toegeschreven aan de Weense meester van Maria van Bourgondië maar in de huidige stand van het onderzoek wordt dit in vraag gesteld.
Wel is zeker dat de Weense meester van Maria van Bourgondië de eerste is die de marge gaat gebruiken om het dieptezicht van de miniatuur naar een ander niveau te tillen. Zijn vensterminiatuur in de Getijden van Maria van Bourgondië op folium 14 verso was een doorbraak op dit gebied en een compositie die steeds weer zal gekopieerd worden. Sommigen zien hierin een illustratie van het renaissance concept van een schilderij als een venster op de wereld.

### De miniatuur
Naast de randversiering ondergingen ook de miniaturen een aantal grondige wijzigingen.
De gezichten van de figuren die in de miniatuur het “verhaal vertellen” of uitbeelden worden geïndividualiseerd en veel realistischer afgebeeld. Emoties worden weergegeven via de delicaat geschilderde gelaatsuitdrukking en de plaatsing en houding van de figuren, om op die wijze de kijker beter te betrekken bij het gebeuren.
Omstreeks 1480 start Marmion ook met het afbeelden van figuren in buste wat de afbeelding op de voorgrond plaatst en de monumentaliteit van de miniatuur sterk vergroot. Tegelijkertijd wordt het mogelijk de gelaatsuitdrukking en details en textuur van de kleding via nuances in de gebruikte tinten veel gedetailleerder uit te werken.
Omheen de miniatuur worden in de rand regelmatig kleinere scènes afgebeeld die als een soort stripverhaal de actie in de eigenlijke miniatuur kaderen in een groter geheel of in de tijd. De miniaturen worden narratiever en veel gedetailleerder, ook aan de details in het interieur of het landschap wordt meer aandacht besteed.
Gerard Horenbout introduceert de miniatuur die twee pagina’s beslaat en als het ware een diptiek vormt, waarbij dan vaak enkele lijnen tekst in de afbeelding geïncorporeerd worden. Hiervoor gebruikt men trompe-l'oeil effecten zoals banderollen die de tekst bevatten, opengerold door putti of vellen tekst die op de afbeelding bevestigd worden met (geschilderde) spelden en dergelijke meer.

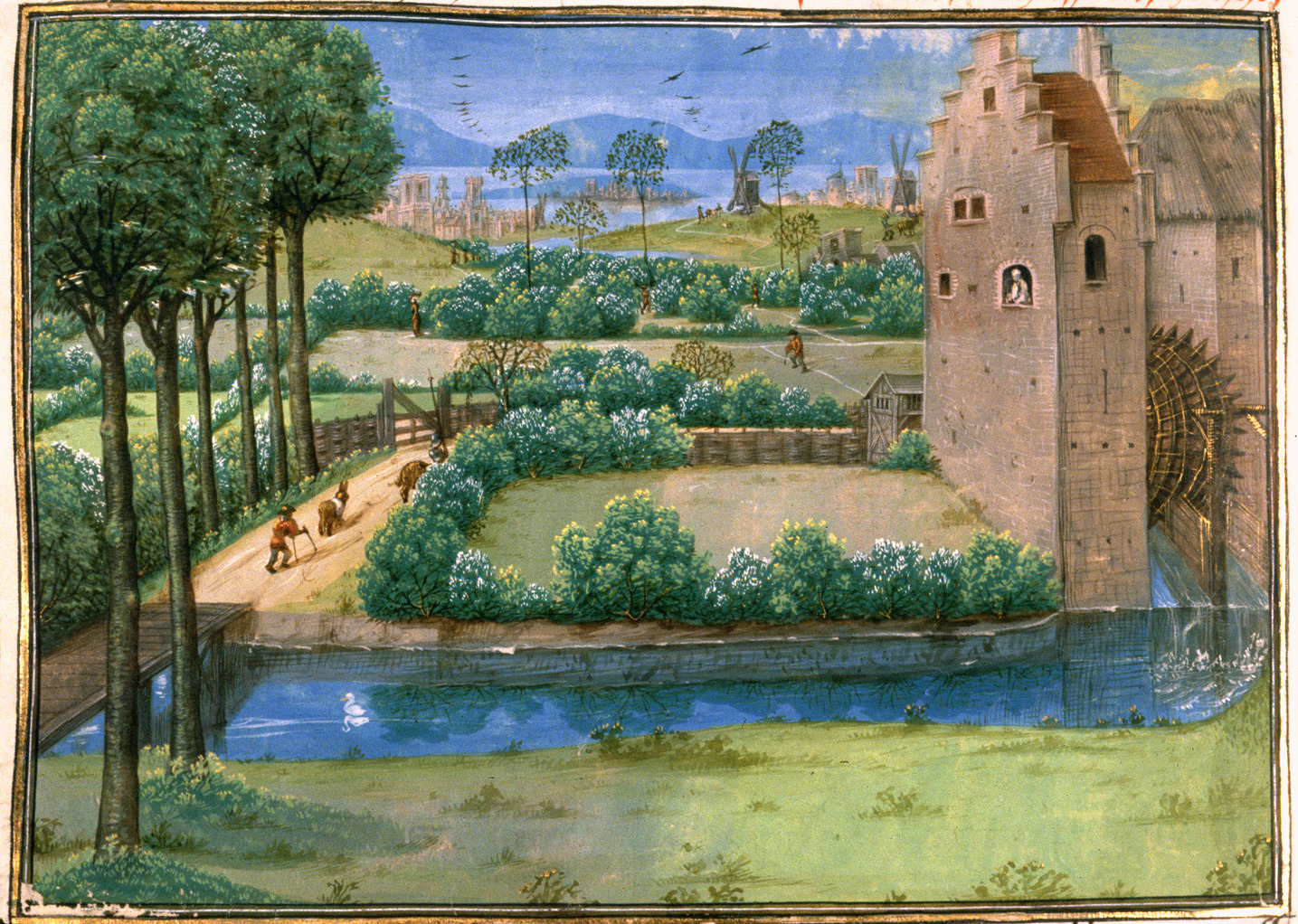
Le Tresor des Histoires f345v

### Het landschap
Het is in deze periode dat voor het eerst echte naturalistische landschappen ontstaan die ruimte en afstand weergeven. Ook hier is het de Weense meester van Maria van Bourgondië die de toon zet door diepte in zijn landschappen te suggereren via kleurschakeringen het zogenoemde atmosferisch perspectief. De ilumminatoren van zijn tijd volgen dit voorbeeld zeer snel op in hun werken, vooral in de kalenderillustraties in getijdenboeken en brevieren worden prachtige landschappen gecreëerd die zo natuurgetrouw zijn dat ze vandaag nog kunnen herkend worden.  Maar naast de invloed van de Weense meester van Maria van Bourgondië mag men niet uit het oog verliezen dat de Gebroeders Van Limburg meer dan een halve eeuw voordien het voorbeeld hadden gegeven met de kalender in de Très Riches Heures du duc de Berry, het gaat hier dus wel degelijk over een evolutie en niet over een revolutie.
De eerste ‘echte’ landschappen in de schilderkunst worden teruggevonden in handschriften. Een mooi voorbeeld hiervan is het Trésor des Histoires (British Library, Cotton, Ms. Augustus V, f345v) toegeschreven aan Marmion, maar de landschappen die een voorstelling geven van de vier seizoenen (Madrid, Biblioteca Nacional, ms. Vit 25-5) toegeschreven aan de Weense meester van Maria van Bourgondië, zijn de echte voorlopers van Breughel.
Ook de landschappen in de kalenders van de Getijden van Johanna van Castilië en in de Rothschild-getijden zijn prachtige voorbeelden hoewel ze strikt genomen niet als landschap kunnen beschouwd worden omdat ze in wezen nog narratief zijn en het landschap niet als een onafhankelijk onderwerp tonen.
Alleszins gingen de miniaturisten hierin duidelijk de paneelschilders vooraf, het zou tot 1515 duren eer het eerste landschap op paneel geschilderd werd. Gerard David schilderde tussen 1510 en 1515 de Geboorte van Christus met de schenkers, de landschappen op de buitenzijde van de zijpanelen van dit werk bevinden zich als Twee landschappen in het Mauritshuis in Den Haag. Hierop schilderde David een woudscène zonder menselijke aanwezigheid in het landschap, wat een radicale innovatie was voor die tijd.

## Het einde
Met het einde van de lijn van de Bourgondische hertogen, na het overlijden van Maria van Bourgondië, verdwijnen een aantal belangrijke opdrachtgevers en klanten van de producenten van luxueuze handschriften. Maximiliaan van Oostenrijk bestelt nog een aantal werken tijden zijn regentschap, maar eenmaal hij zich terug trekt in zijn Duitse gebieden doet hij beroep op Duitse drukkers voor de productie van boeken en op Duitse kunstenaars waaronder Albrecht Dürer, voor de versiering ervan. Niettemin zal de Vlaamse boekproductie nog een tijd floreren dankzij de bestellingen van het Spaanse en Portugese hof en de adel. Margaretha van Oostenrijk en haar nicht Maria van Hongarije blijven ook nog handschriften bestellen, maar het grootste aantal bestellingen in de 16e eeuw komt alleszins van buiten het vroegere Bourgondische Vlaanderen.
Tegen het midden van de 16e eeuw was Simon Bening de enige grote meester die nog actief was in Vlaanderen. Zijn overlijden in 1561 kunnen we zien als het eindpunt van de Vlaamse boekverluchting, hierna zou boekverluchting geen rol van betekenis meer spelen in de kunsten. Uiteindelijk nam het gedrukte boek de rol van het manuscript over, de doodstrijd van het verluchte manuscript was tevens zijn glansperiode geweest en had bijna honderd jaar geduurd.